# ロスタール

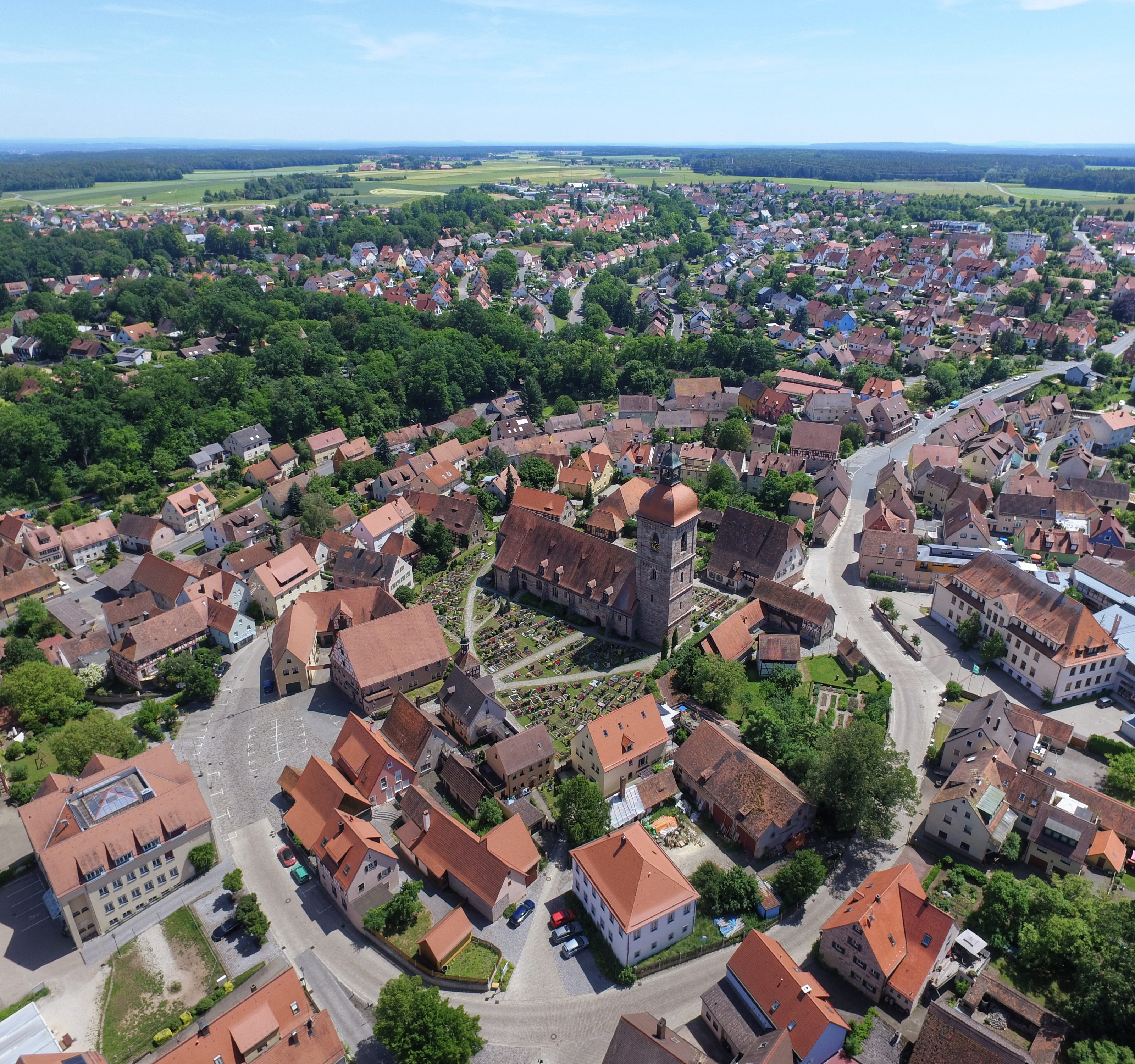
ロスタール旧市街

ロスタール (ドイツ語: Roßtal) はドイツ連邦共和国バイエルン州ミッテルフランケン行政管区のフュルト郡に位置する市場町である。

## 地理

### 位置
市場町ロスタールは、ニュルンベルクの西約 15 km に位置している。北部をビーベルト川が流れており、町境をなしている。
町内のなだらかなコイパー地形は、自然環境区分上、大部分がフランケン・コイパー＝リアス＝ラントおよびミッテルフランケン盆地に属す。

### 隣接する市町村
ロスタールは、北から時計回りに以下の市町村と境を接している。郡名のない市町村はいずれもフュルト郡に属す。:
- アンメルンドルフ
- ツィルンドルフ
- シュタイン
- ロール（ロート郡）
- ハイルスブロン（アンスバッハ郡）
- グロースハーバースドルフ

### 自治体の構成

ロスタールの地区図

ロスタールは、17の公的な地区からなる:
| - ブーフシュヴァーバッハ - ブッテンドルフ - クラールスバッハ - デーファースドルフ - グロースヴァイスマンスドルフ | - ヘルボルツホーフ - カステンロイト - ケルンミューレ - クラインヴァイスマンスドルフ | - ノイゼス - エーデンロイト - ライタースアイヒ - ロスタール | - シュテッカハ - トレッテンドルフ - ヴァイタースドルフ - ヴィンパスホーフ |

### 地質学
ロスタールには、三畳紀の地層の1つであるコイパー中期の岩が露出している。ハスベルゲ層からブラーゼン砂岩とコーブルガー砂岩の堆積が見られる。町域南部は、レーヴェンシュタイン層のウンテラー・ブルク砂岩が主である。ミュールバッハ川やビーベルト川の谷筋では第四紀の粗い堆積物が谷を埋めている。

### 気候
ロスタールは温帯に属し、湿潤な気候である。この町は、湿った大西洋の気候と乾いた大陸の気候との移行部にあたる。ケッペン＝ガイガーの気候区分によれば、ロスタールは暖かく穏やかな降雨気候 (Cfb-気候) にあたる。平均気温は、最も暖かい月で 22 ℃以下、最も寒い月で -3 ℃以上である。
年間降水量は、平均 679 mm で、夏に多く降る。6月が 81 mm で最も降水量の多い月である。最も降水量の少ない月は2月で、41 mm である。通年の平均気温は 8.5 ℃である。7月が平均気温 17.9 ℃と、気象データ上、一年で最も暖かい月である。1月の平均気温は -0.9 ℃で、最も低い気温を示している。
| ロスタールの気候       | ロスタールの気候 | ロスタールの気候 | ロスタールの気候 | ロスタールの気候 | ロスタールの気候 | ロスタールの気候 | ロスタールの気候 | ロスタールの気候 | ロスタールの気候 | ロスタールの気候 | ロスタールの気候 | ロスタールの気候 | ロスタールの気候 |
| 月                     | 1月              | 2月              | 3月              | 4月              | 5月              | 6月              | 7月              | 8月              | 9月              | 10月             | 11月             | 12月             | 年               |
| ---------------------- | ---------------- | ---------------- | ---------------- | ---------------- | ---------------- | ---------------- | ---------------- | ---------------- | ---------------- | ---------------- | ---------------- | ---------------- | ---------------- |
| 平均最高気温 °C （°F） | 1.9 (35.4)       | 3.7 (38.7)       | 8.5 (47.3)       | 13.3 (55.9)      | 18.4 (65.1)      | 21.7 (71.1)      | 23.5 (74.3)      | 22.8 (73)        | 19.1 (66.4)      | 13.4 (56.1)      | 6.6 (43.9)       | 2.8 (37)         | 12.98 (55.35)    |
| 日平均気温 °C （°F）   | −0.9 (30.4)      | 0.2 (32.4)       | 4.0 (39.2)       | 8.2 (46.8)       | 12.8 (55)        | 16.2 (61.2)      | 17.9 (64.2)      | 17.2 (63)        | 13.7 (56.7)      | 8.8 (47.8)       | 3.7 (38.7)       | 0.3 (32.5)       | 8.51 (47.33)     |
| 平均最低気温 °C （°F） | −3.6 (25.5)      | −3.2 (26.2)      | −0.4 (31.3)      | 3.1 (37.6)       | 7.3 (45.1)       | 10.7 (51.3)      | 12.3 (54.1)      | 11.7 (53.1)      | 8.4 (47.1)       | 4.2 (39.6)       | 0.8 (33.4)       | −2.2 (28)        | 4.09 (39.36)     |
| 降水量 mm （inch）     | 47 (1.85)        | 41 (1.61)        | 46 (1.81)        | 48 (1.89)        | 65 (2.56)        | 81 (3.19)        | 75 (2.95)        | 73 (2.87)        | 53 (2.09)        | 48 (1.89)        | 48 (1.89)        | 54 (2.13)        | 679 (26.73)      |
| 出典：Klima Roßtal     |                  |                  |                  |                  |                  |                  |                  |                  |                  |                  |                  |                  |                  |

## 歴史
この集落は、953年に Rossadal として初めて文献に記録されている。この集落名は同名の川に由来している。その語源は古高ドイツ語の ros, hros（= 馬）であり、したがって「馬の谷」を意味している。集落名は「馬の飼育場」を意味してもいた。グリム・ドイツ語辞典によれば、Rossstall は、馬飼の若者や位の低い家来の居場所、宿泊所、あるいはみすぼらしい集落といった意味である。
- 954年: コルヴァイのヴィドゥキント（ドイツ語版、英語版）によって Horsadal と記述された。
- 1050年: バンベルクの文書に集落名 Rossestal が現れた。
- 1281年: ニュルンベルク城伯がロスタールに初めて所領を獲得した[7]。
- 12世紀から13世紀: 集落名は Rostal と表記された。
- 1328年: 皇帝ルートヴィヒ・デア・バイエルンから Rostal に都市権と市場開催権が授けられた[7]。
- 1328年以後: 後半部の -stal が、これ以後 -stall と表記されるようになった: Roßstall
- 1355年: 皇帝カール4世が都市権授与を確認した[7]。

18世紀末頃ロスタールには11戸があった。高等裁判権と行政権は、ブランデンブルク＝アンスバッハ侯領のリヒターアムト（判事局）・ロスタールがこれを行使した。土地所有者はカステンアムト（財務局）・カードルツブルク、ロスタール教会、およびニュルンベルクの土地所有者クレース家、フォルカマー家、ヴェルザー家であった。
市町村令に伴い、1808年にシュトイアーディストリクト（徴税区）・ロスタールが創設された。1810年にムニツィパルゲマインデ（町村にあたる）・ロスタールが創設されたが、その範囲は上記の徴税区と同じであった。このゲマインデは、行政と裁判はカードルツブルク地方裁判所、財政はレントアムト・カードルツブルク（1920年にフィナンツアムト・カードルツブルクと改名）の下に置かれた。1818年にロスタールは、マギストラート III クラスの市場町として記述されている。ロスタールは、1862年からベツィルクスアムト・フュルト（1938年にフュルト郡に改名）により行政運営がなされた。裁判権は1879年までカードルツブルク地方裁判所に残されたが、1880年から1931年3月1日までカードルツブルク区裁判所が、それ以後はフュルト区裁判所がこれを管轄した。1929年1月1日にフィナンツアムト・フュルトが財務行政を引き継いだ。
1872年に鉄道ニュルンベルク - アンスバッハ線が開業し、ロスタールに駅が設けられた。1910年からこの村に電気が通された。変電所はミュールバッハ地区に設けられた。
自治体「Roßstall」は1913年に公式に「Roßtal」と改名した。
1961年のこの町の面積は、7.785 km2 であった。

### 町村合併
1978年5月1日、それまで独立した町村であったブーフシュヴァーバッハ、グロースヴァイスマンスドルフ、ヴァイタースドルフおよび廃止されたヴァインツィールラインの一部がこの町に合併した。

## 住民

### 人口推移
| 時期          | 人口（人） |
| ------------- | ---------- |
| 1840年12月1日 | 2,260      |
| 1871年12月1日 | 2,432      |
| 1900年12月1日 | 2,472      |
| 1925年6月16日 | 3,000      |
| 1939年5月17日 | 3,638      |
| 1950年9月13日 | 5,788      |

| 時期           | 人口（人） |
| -------------- | ---------- |
| 1961年6月6日   | 5,949      |
| 1970年5月27日  | 6,765      |
| 1987年5月25日  | 8,006      |
| 2008年12月31日 | 9,870      |
| 2011年12月31日 | 9,730      |
| 2017年12月31日 | 9,699      |

## 行政

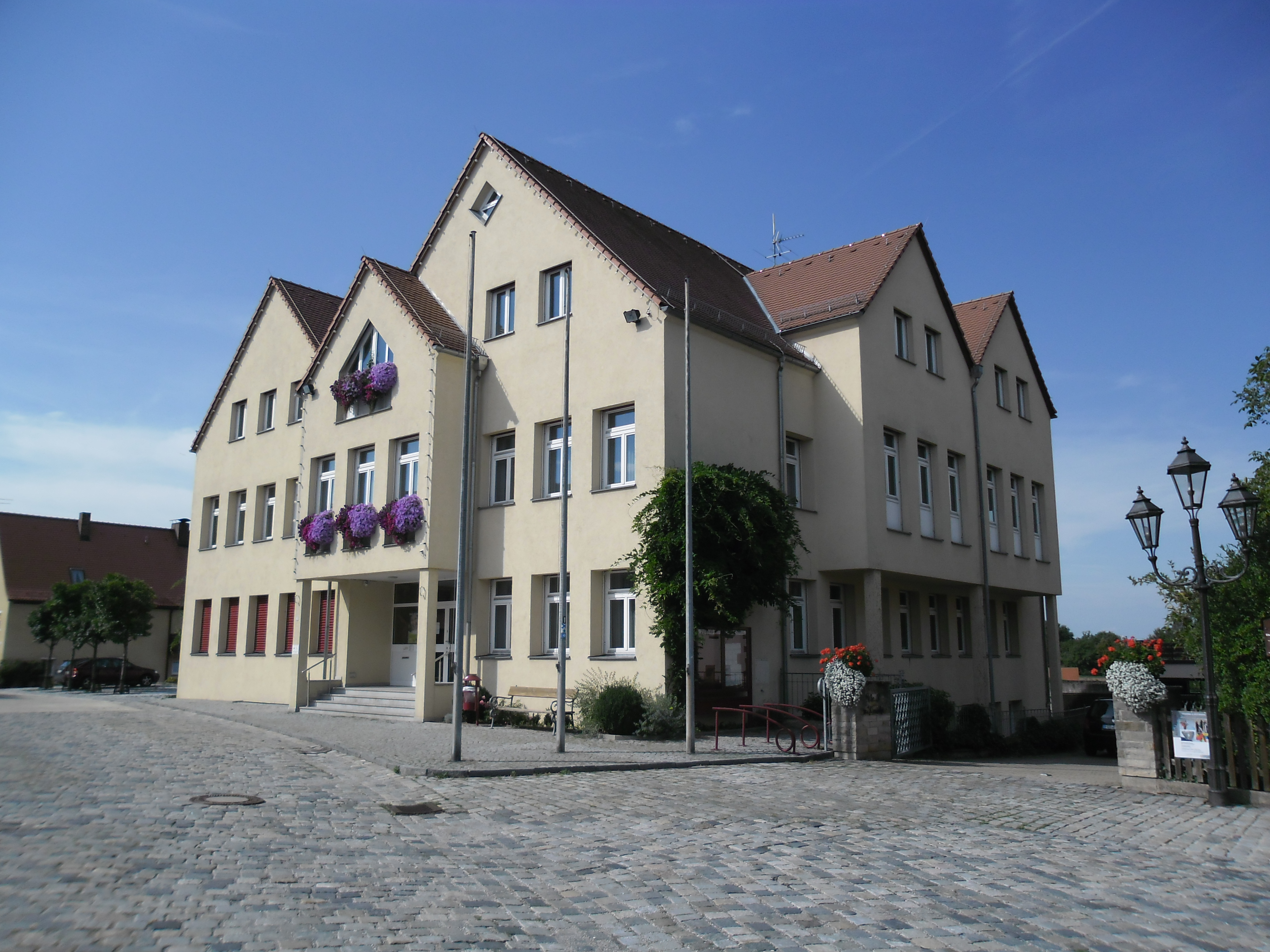
ロスタールの町役場

### 議会
この市場町の議会は、20人の議員に町長を加えた 21人からなる。

### 首長
ヨハン・フェルクル (SPD) は、2008年5月から町長を務めた。彼は2014年3月に 74.3 % の支持票を獲得して再選された。
2020年3月29日の町長選挙決選投票でライナー・ゲグナー (SPD) は、CDUの対立候補レナーテ・クラッハに勝利し、新しい町長に選出された。

### 紋章
図柄: 金地に、屋根の上に小塔を有するゴシック様式の赤い教会が描かれている。教会の開いた扉から銀の馬が歩み出ている。

### 姉妹自治体
- オザンス（フランス語版、英語版）（フランス、クルーズ県）
  - ロスタールは1997年にオザンスと姉妹協定を結んでおり、ドイツ＝フランス友好サークルによって保持されている。両友好自治体の良好な関係により、ロスタールは2000年4月6日に、2000年ヨーロッパ証が授与された。また、2002年11月8日に欧州議会栄誉旗を授与された。
- タールハイム/エルツゲビルゲ（ドイツ語版、英語版）（ドイツ、ザクセン州）1992年

ロスタールからの移住者が多く住むアメリカ合衆国のフランケンムートと友好自治体関係にある。

## 経済と社会資本

### 交通

#### 道路
市場町ロスタールの南、グロースヴァイスマンスドルフおよびブーフシュヴァーバッハ地区を連邦道 B14号線が通っている。州道 St2409号線が、北はヴァインツィーライン、南は B14号線に伸びている。郡道 FÜ22 号線は、南西はクラールスバッハ、北西はヴァイタースドルフを経由してアンヴァンダンに至る。FÜ15号線は、北西のブッテンドルフに通じている。市町村連絡道は、1本が北のシュテッカハに向かい、他の2本が南のトレッテンドルフおよびヴィンパスホーフに至る。

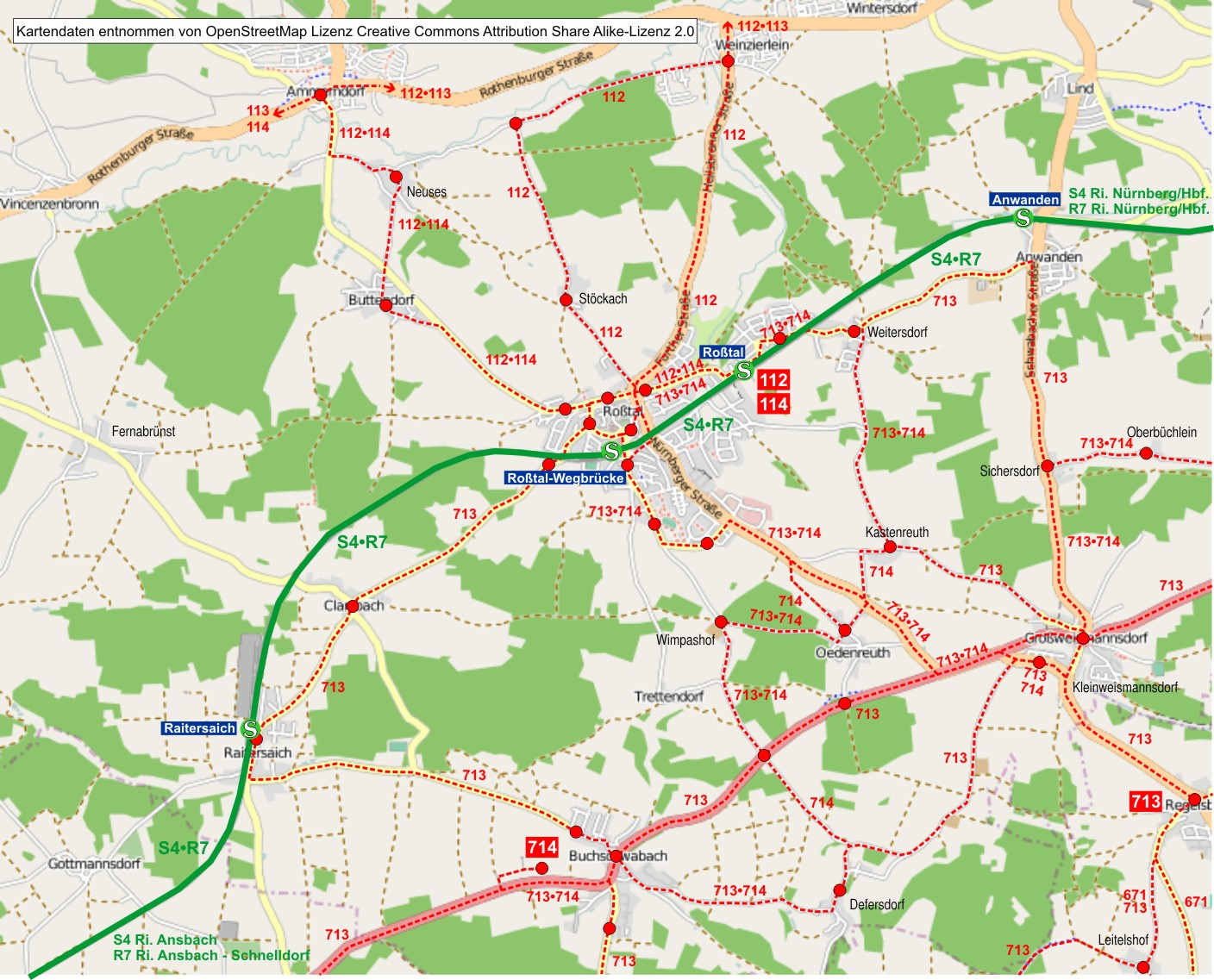
ロスタールの近郊交通網

#### 鉄道
町内には、ロスタール駅、ロスタール＝ヴェークブリュッケ駅、ライタースアイヒ駅がある。ロスタール駅は町の東外れに位置しており、ロスタール＝ヴェークブリュッケ駅が町の中心にある。この路線を SバーンのS4号線（ニュルンベルク中央駅 - アンスバッハ - ドムビュール）が20から40分間隔で運行している。ドムビュール行きは2時間間隔である。

#### 近郊交通
ロスタールは、VGN（ニュルンベルク広域交通連盟）の料金システムに組み込まれている。公共の旅客近郊交通は、主に、ニュルンベルクやアンスバッハへ20から40分間隔で運行している Sバーン S4号線が担っている。この他に、地域バスとして、フランケン乗合バス (OVF) の112番および114番、レック交通会社の713番および714番のバスが町内を運行しており、Sバーンや隣接町村を結んでいる。

### 経済

#### 産業
1990年代末、ブーフシュヴァーバッハ地区に商工業地区「フルークプラッツ」が設けられた。

#### エネルギー
ライタースアイヒ地区の線路沿いに、380 kV のライタースアイヒ変電所がある。380 kV の高圧送電線がここからインゴルシュタット、グラーフェンラインフェルト、エアランゲンへ伸びている。

## 文化と見所

### 見所

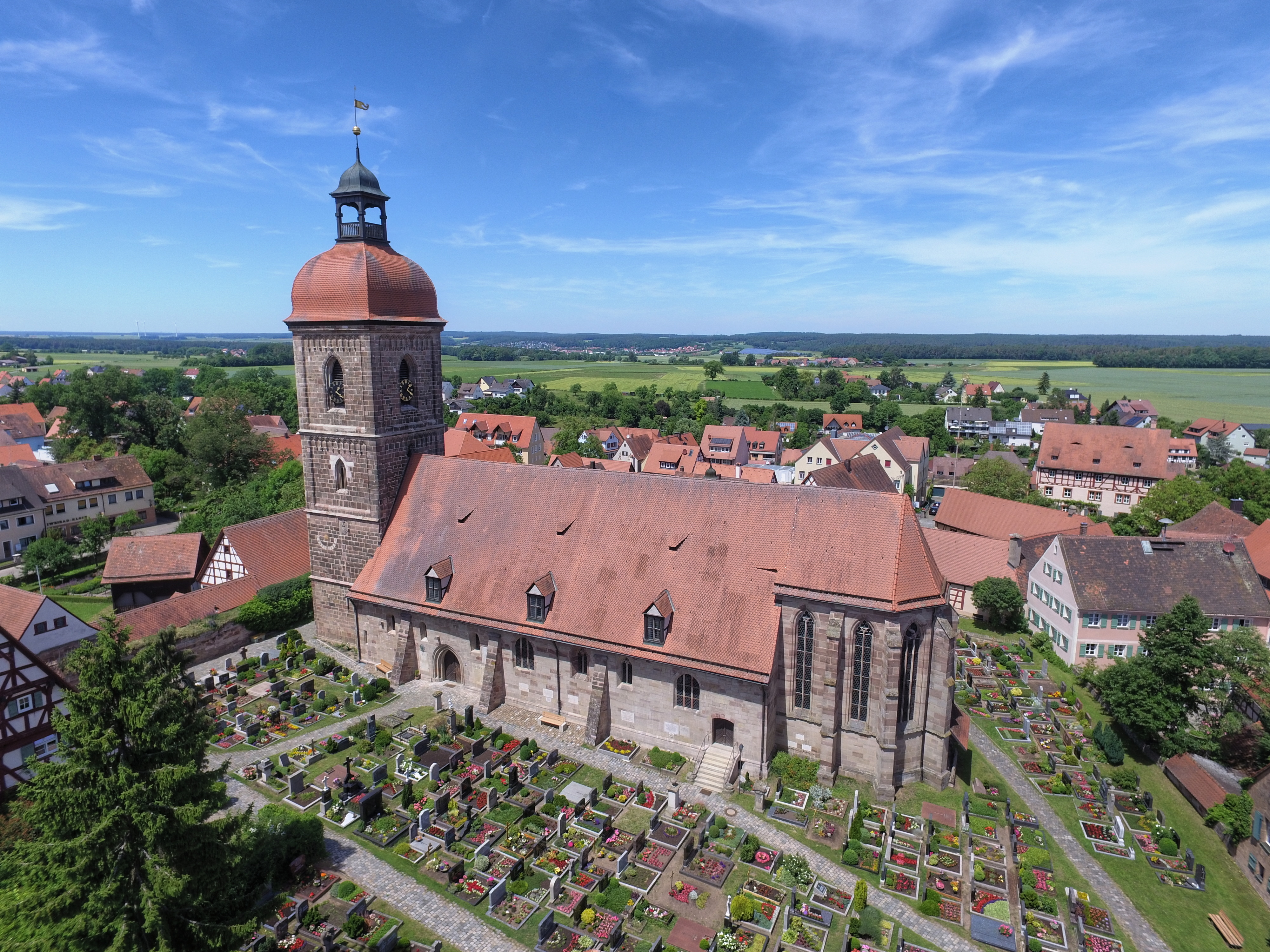
聖ラウレンティウス教会

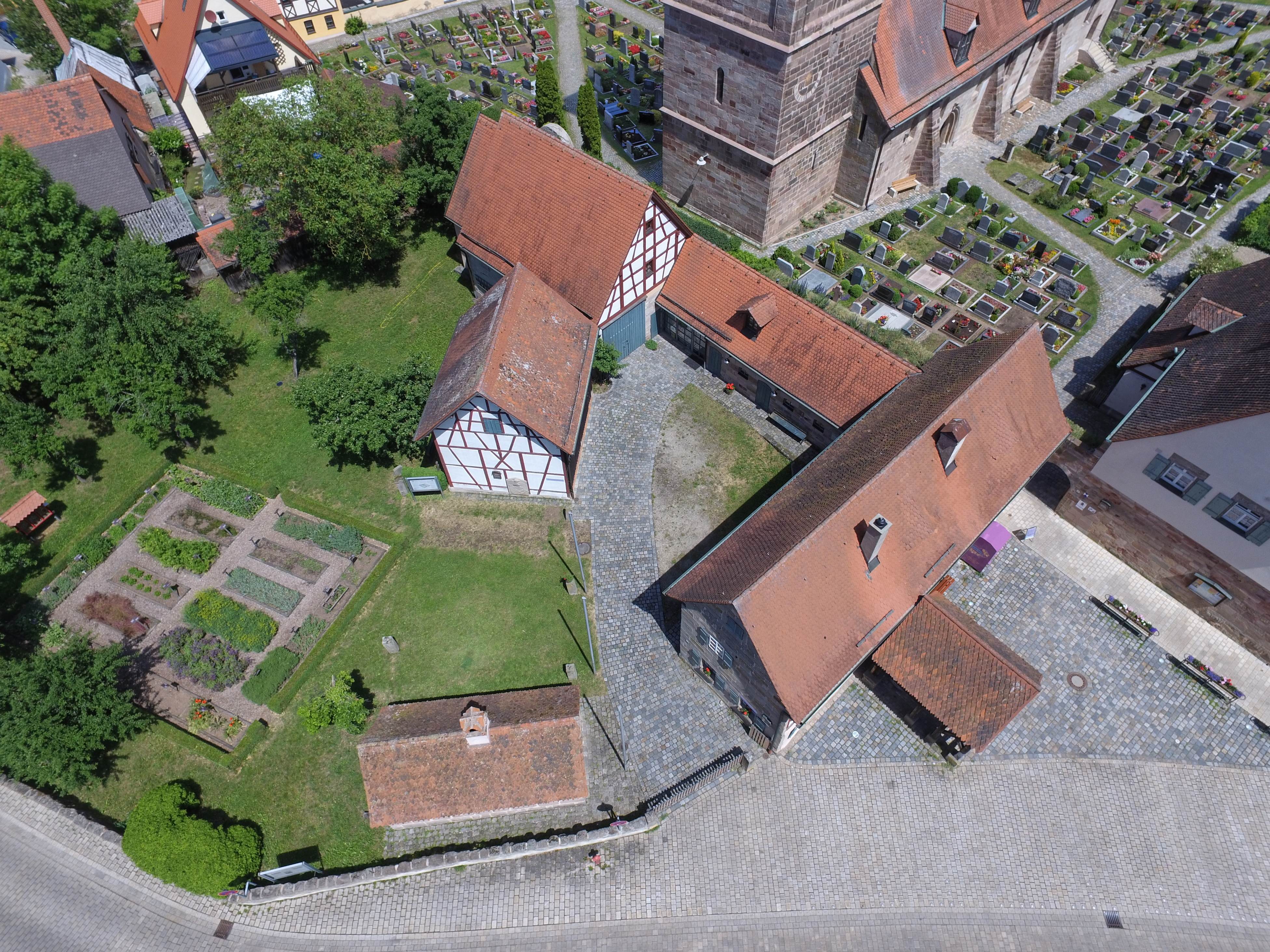
ロスタール・ムゼウムスホーフ

- 福音主義＝ルター派教区教会の聖ラウレンティウス教会は、ロスタールの中心をなしており、1388年建造の高さ 52 m の四角い教会塔（ドイツ語版、英語版）が、この町の景観を形作っている。砂岩の切石で建設されたこのザールキルヒェは長堂上に破風窓を持つ切妻屋根を戴いている。その中心部は1025年から1042年に設けられたホール式のクリプタを持つロマネスク建築である。この教会は中世の防壁に囲まれている。防壁は、その大部分が現存している。5階建ての教会塔は、14世紀末から15世紀初めに建設された。ウェルシュ型のボンネット屋根を戴くバロック様式の塔は1769年に完成した[20][21]。
- ロスタール・ムゼウムスホーフ
- 「Der Menschensohn, sitzend auf dem Regenbogen der Herrlichkeit …」カトリックのクリストケーニヒス教会にヘルベルト・ベッセルが描いた巨大な (100 m2) 祭壇画。1957年制作。

### マルクト・ロスタール郷土協会
マルクト・ロスタール郷土協会 e.V. は、2002年7月20日、バイエルン州郷土保存協会 e.V.の100周年行事の際に、郷土の歴史および文化の研究、文書化、オペレーション活動に対して、バイエルン州議会議長から「模範的な郷土保存」メダルを授与された。

### マルティーニマルクト
マルティーニマルクト（マルティーニ・マーケット）は、毎年国民哀悼の日の前の週末に開催される。秋の市ではあるが、装飾品が多いためにクリスマスマーケットの雰囲気を持っている。毎年、「Pulzermärtl」を見るために、待ちの内外から数千人が訪れる。訪れた子供たちには、マルティーニマルクトの伝統的なお菓子「マルティネルリ」が配布される。マルティーニマルクトに合わせて、町役場でソーシャルメッセが、基礎課程学校では手工業・商工業市が開催される。

### レジャー施設
- 障害物コース、DFB-小遊戯場、ボルツ場、ブール施設を持つ、レジャー・保養地域
- ライタースアイヒ・ポニー広場

### スポーツ
ロスタールと町内各地区には、様々なスポーツクラブがある:
- TSV ロスタール（ハンドボール、サッカー、体操、卓球、柔道）
- SV グロースヴァイスマンスドルフ＝レーゲルスバッハ
- SV ライタースアイヒ
- テニス＝クラブ・ロスタール
- 射撃協会ドイチェ・アイヒェ e.V. ロスタール

## 関連文献
- Johann Kaspar Bundschuh (1801). “Roßstall”. Geographisches Statistisch-Topographisches Lexikon von Franken. Band 4: Ni–R. Ulm: Verlag der Stettinischen Buchhandlung. pp. 596–597 2020年1月18日閲覧。
- August Gebeßler (1963). Stadt und Landkreis Fürth. Bayerische Kunstdenkmale. 18. München: Deutscher Kunstverlag. pp. 144–154
- Ulrich Grimm (2007). Roßtal 1945/46, Aus einer mittelfränkischen Landgemeinde in schweren Zeiten. Roßtal
- Hanns Hubert Hofmann (1954). Nürnberg-Fürth. Historischer Atlas von Bayern, Teil Franken. I, 4. München: Komm. für Bayerische Landesgeschichte. pp. 166 2020年1月18日閲覧。
- Hanns Hubert Hofmann (1954). Nürnberg-Fürth. Historischer Atlas von Bayern, Teil Franken. I, 4. München: Komm. für Bayerische Landesgeschichte. pp. 232 2020年1月18日閲覧。
- Hans Kreutzer; Gottlieb Schwemmer. “Der Ortsname”. Festschrift zur Tausendjahrfeier von Roßtal
- Helmut Mahr (1975). “Kirche und Krypta in Roßtal”. Fürther Heimatblätter (Neue Folge 25):  33.
- Wolf-Armin von Reitzenstein (2009). Lexikon fränkischer Ortsnamen. Herkunft und Bedeutung. Oberfranken, Mittelfranken, Unterfranken. München: C. H. Beck. pp. 192–193. ISBN 978-3-406-59131-0
- Adolf Rohn (1928). Heimatbuch von Roßtal und Umgebung. Roßtal
- Roßtaler Heimatblätter (Mitteilungen des Heimatvereins Roßtal e. V.). http://heimatverein-rosstal.de/heimatblaetter/index.htm+2020年1月18日閲覧。.
- Markt Roßtal, ed (1979). ROSSTAL: Vergangenheit und Gegenwart
- Markt Roßtal, ed (2004). Roßtal: 1050 Jahre Heimat – offen und lebendig. Neustadt an der Aisch: Schmidt. ISBN 978-3-87707-635-4
- Gottfried Stieber (1761). “Roßstall”. Historische und topographische Nachricht von dem Fürstenthum Brandenburg-Onolzbach. Schwabach: Johann Jacob Enderes. pp. 669–680 2020年1月18日閲覧。
- Pleikard Joseph Stumpf (1853). “Rostall”. Bayern: ein geographisch-statistisch-historisches Handbuch des Königreiches; für das bayerische Volk. Zweiter Theil. München. p. 700 2020年1月18日閲覧。
- Wolfgang Wiessner (1963). Stadt und Landkreis Fürth. Historisches Ortsnamenbuch von Bayern. 1. München: Kommission für Bayerische Landesgeschichte. pp. 81–86

これらの文献は、翻訳元であるドイツ語版の参考文献として挙げられていたものであり、日本語版作成に際し直接参照してはおりません。